# Тихсен, Кристиан
Кристиа́н Ти́хсен (нем. Christian Tychsen; 3 декабря 1910, Фленсбург, Шлезвиг-Гольштейн — 28 июля 1944, Гавр, Франция) — немецкий офицер войск СС, оберштурмбаннфюрер СС, кавалер Рыцарского креста Железного креста с Дубовыми листьями.

## Ранние годы
Кристиан Тихсен родился 3 декабря 1910 года в городе Фленсбург. В начале 30-х годов вступил в НСДАП (партийный билет № 957 587), в декабре 1931 года — в СС (служебное удостоверение № 28 821), был зачислен в 50-й штандарт СС. В октябре 1934 года переведён в части усиления СС, предшественника войск СС. Служил в 3-м штурме штандарта СС «Германия». В этом подразделении Тихсену дали в подчинение взвод, которым он командовал с октября 1936 по декабрь 1938, после чего Кристиан стал командиром 1-го штурма штурмбанна «N».

## Вторая мировая война
В самом начале войны штурмбанн «N» был расформирован, а его части влились в новый разведывательный штурмбанн СС, в этом подразделении Тихсен возглавил 3-й (мотоциклетный) штурм. В феврале 1941 года произошло новое переформирование — на этот раз роту Тихсена включили в состав мотоциклетного батальона моторизованной дивизии СС «Рейх», сама она стала 3-й ротой этого батальона, но Кристиан остался её командиром. Тихсен принял участие в Польской, Французской, Балканской кампаниях и в боях на Восточном фронте.
В январе 1942 года Тихсена назначают командиром мотоциклетного батальона СС «Рейх». После ранения в России (за всю войну его ранило 9 раз) в феврале 1942 года Кристиан до своего полного восстановления работал в должности инструктора в юнкерской школе СС в Брауншвейге.
Возвращение Тихсена на фронт произошло в мае этого же года. Кристиан получил назначение — командиром 2-го батальона мотоциклетного полка СС «Лангемарк». На этой должности он оставался вплоть до октября, когда его подразделение переформировали во 2-й батальон танкового полка СС «Рейх». За отличия в боях под Харьковом 31 марта 1943 года Кристиан был представлен к Рыцарскому кресту Железного креста.

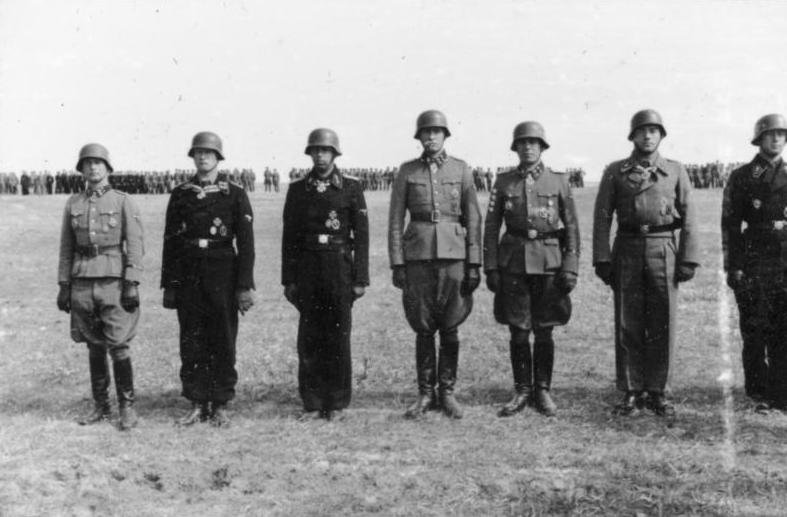
Тихсен (второй слева) на награждении Рыцарским крестом Железного креста. СССР, апрель 1943

30 ноября 1943 года Тихсен становится командиром 2-го танкового полка СС «Рейх». Отличившись также в боях на Днепре, он получил 10 декабря 1943 года Дубовые листья к Рыцарскому кресту и был повышен в звании до оберштурмбаннфюрера СС. 24 июля 1944 года назначен исполнять обязанности командира 2-й танковой дивизии СС «Рейх» вместо раненого Хайнца Ламмердинга.

## Смерть
Оберштурмбаннфюрер СС Кристиан Тихсен получил тяжелейшие ранения во время высадки союзных войск в Нормандии 28 июля 1944 года. Спустя четыре дня после вступления в должность командира дивизии Тихсен на штабной автомашине выехал в район боёв в Нормандии и был обстрелян американским танком, прорвавшимся сквозь линию дивизионной обороны. Получивший многочисленные ранения в этой стычке за линией фронта Тихсен был доставлен в полевой лазарет, где и скончался от потери крови прямо на операционном столе. В связи с начавшимся германским отступлением его не успели похоронить со всеми полагающимися германскому офицеру почестями. Тихсена наскоро закопали, так что его могила осталась неизвестной по сей день.

## Чины

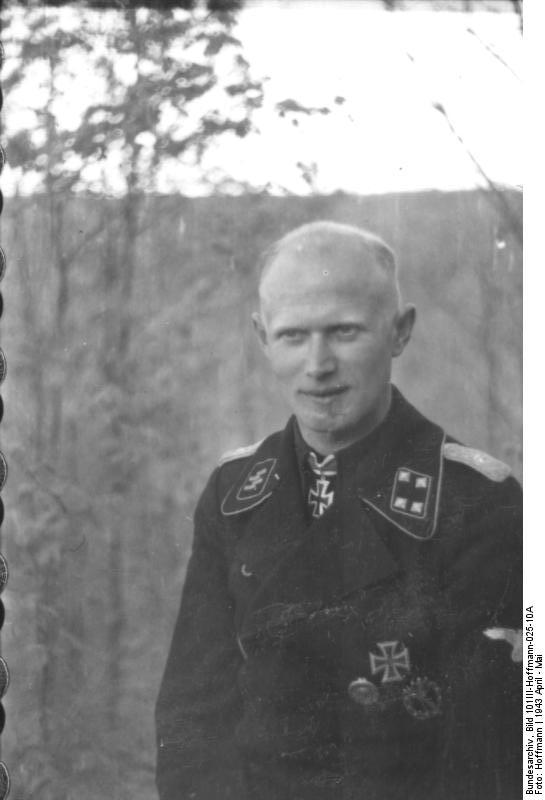
Тихсен в конце немецкого контрнаступления, 1943

- Унтерштурмфюрер СС (30 января 1937)
- Оберштурмфюрер СС (1 июня 1938)
- Гауптштурмфюрер СС (9 ноября 1939)
- Штурмбаннфюрер СС (1 сентября 1942)
- Оберштурмбаннфюрер СС (30 января 1944)

## Награды
- Железный крест (1939)
  - 2-й степени (30 мая 1940)
  - 1-й степени (18 июля 1941)
- Медаль «За зимнюю кампанию на Востоке 1941/42»
- Штурмовой пехотный знак в бронзе
- Знак «за ранение»
  - в чёрном (30 июля 1941)
  - в серебре (20 ноября 1941)
  - в золоте (12 февраля 1942)
- Нагрудный знак «За ближний бой» в серебре
- Немецкий крест в золоте (13 мая 1942) — гауптштурмфюрер СС, командир мотоциклетного батальона СС «Рейх»
- Рыцарский крест Железного креста с Дубовыми листьями
  - Рыцарский крест (31 марта 1943) — штурмбаннфюрер СС, командир 2-го батальона танкового полка СС «Рейх»
  - Дубовые листья (№ 353) (10 декабря 1943) — штурмбаннфюрер СС, командир 2-го батальона танкового полка СС «Рейх»